# Milada Krausová-Lesná
Milada Krausová-Lesná, rozená Krausová (2. prosince 1888 Praha – 30. dubna 1961 Praha) byla česká židovská učitelka a překladatelka ze skandinávských jazyků a z angličtiny.

## Život
Narodila se v rodině univerzitního profesora germanistiky PhDr. Arnošta Viléma Krause (1859–1943) a Jany roz. Diamantové (1860–1943). Měla bratra JUDr. Jiřího Krause (1895–1942).
Od roku 1898 navštěvovala dívčí gymnázium Minerva a ve třetím ročníku přešla na Akademické gymnázium v Praze, kde roku 1906 maturovala. Poté začala studovat germanistiku na Filozofické fakultě Univerzity Karlovy. Roku 1910 se provdala za orientalistu Vincence Lesného a roku 1914 se jim narodil syn Ivan, pozdější lékař a publicista.
Po dokončení vysokoškolského studia pracovala do roku 1956 jako lektorka dánštiny a norštiny na Českém vysokém učení technickém v Praze. V letech 1919–1920 a 1921–1922 pobývala studijně v Dánsku, roku 1928 se účastnila ibsenovských oslav v Oslu.
Překladatelské činnosti se věnovala již od maturity a první překlad jí vyšel roku 1907. Překládala z dánštiny, norštiny, švédštiny a angličtiny. Kromě klasických literárních děl se věnovala i dobrodružné a detektivní literatuře, pohádkám pro děti, cestopisům, literatuře faktu i odborné literatuře a přeložila více než devadesát titulů. Velká část její překladatelské činnosti spadá do období před rokem 1945. Roku 1948 vydala společně s Bohumilem Trnkou Učebnici dánštiny se slovníkem.
Přežila pobyt v koncentračním táboře Terezín.

## Dílo

### Překlady z angličtiny
- 1920 – Jean Webster: Tatíček Pavouk, dívčí román, také pod názvem Táta dlouhán
- 1921 – Jean Webster: Jerry
- 1924 – Rabíndranáth Thákur: Ztroskotání
- 1926 – Rabíndranáth Thákur: Góra
- 1930 – Freeman Wills Crofts: Inspektor French a Starvelská tragédie, detektivní román
- 1934 – Freeman Wills Crofts: Tajemství mořských vln, detektivní román
- 1935 – Mazo De la Roche: Mladá Jalna
- 1936 – Mazo De la Roche: Žně na Jalně
- 1946 – Mazo De la Roche: Jaro na Jalně
- 1947 – Maurice Constantin Weyer: V boží dlani
- 1948 – William Somerset Maugham: Tehdy a nyní — Frederick Laurence Green: Štvanec

### Překlady z dánštiny
- 1911 – Søren Kierkegaard: Okamžik — Carl Ewald: Můj hošík, příběh po děti — Jens Peter Jacobsen: Paní Marie Grubbová
- 1912 – Christian Winther: Zpovědnice; in: 1000 nejkrásnějších novel... č. 19
- 1913 – Carl Henrik Scharling: Mistr Jan Hus, divadelní hra
- 1918 – Herman Bang: Ludvíkov
- 1919 – Laurids Bruun: První kniha van Zantenova: Šťastná doba – Druhá kniha van Zantenova: Bezradostná vdova – Třetí kniha van Zantenova: Zaslíbený ostrov – Oanda, princezna ze šťastného ostrova – Michael
- 1920 – Laurids Bruun: Pod stromem života –, Neznámý Bůh — Henrik Pontoppidan: Červená Karkulka a jiné povídky — Karl Adolph Gjellerup: Poutník Kámaníta
- 1922 – Jens Anker: Zavraždil…, detektivní román — Johannes Vilhelm Jensen: Dlouhá cesta I. – Ztracená země —, Emil Rasmussen: Co ženy chtějí
- 1923 – Povl Drachmann: Mužové práce
- 1925 – Jørgen Lykke: Zlatá pomsta, detektivní román — Emil Rasmussen: Co ženy sklidí — Johannes Anker Larsen: Kámen mudrců
- 1927 – Herman Bang: Beznadějná pokolení
- 1928 – Karl Adolf Gjellerup: Poutníci světem, tři díly
- 1930 – Peter Freuchen: Velký lovec — Johannes Vilhelm Jensen: Dlouhá cesta III. – Norne-Gaest –, Dlouhá cesta IV. – Loď
- 1931 – Johannes Vilhelm Jensen: Dlouhá cesta V. – kryštof Kolumbus, Dlouhá cesta VI. – Tažení Cimbrů
- 1932 – Paul Hilsö: Mlčící mstitel
- 1936 – Peter Jerndorff-Jessen: Severní hvězda, román z argentinských pamp
- 1938 – Gunnar Gunnarsson: Vikivaki — 1938 – Peter Jerndorff-Jessen: Mexický odvážlivec, dobrodružný román
- 1941 – Halldór Laxness: Salka Valka, přeloženo z dánského překladu islandského originálu
- 1945 – Aage Weimar: Vražda v laboratoři, detektivní román
- 1947 – Carl Ewald: Tajemství přírody, příběh pro děti — Kristian Kristiansen: Psanec
- 1954 – Hans Kirk: Ďáblovy peníze

### Překlady z norštiny
- 1897 – Knut Hamsun: Nová země

- 1907 – Bjørnstjerne Bjørnson: Povídky, první díl
- 1910 – Bjørnstjerne Bjørnson: Povídky, druhý díl – Veselý hoch – Když réva znovu kvete, divadelní hra
- 1912 – Bjørnstjerne Bjørnson: Povídky, třetí díl — Bernt Lie: Cesta do ledového moře a jiné povídky[6]
- 1913 – Just Johan Bing: Dějiny literatury norské [7] — Camilla Collettová: Dcery vrchního
- 1921 – Henrik Ibsen: Když mi mrtví procitneme
- 1926 – Knut Hamsun: Osada Segelfoss – Děti doby — [napsali účastníci polární výpravy v roce 1925] Roald Amundsen, Hjalmar Riiser-Larsen, Leif Dietrichson, Frederik Ramm, Jakob Bjerknes – Letadlem k Severní točně
- 1927 – Johan Bojer: Poslední Viking
- 1928 – Knut Hamsun: Tuláci — Henrik Ibsen: Slavnost na Solhaugu, divadelní hra – Komedie lásky, divadelní hra
- 1929 – Henrik Ibsen: Válečníci na Helgelandu, divadelní hra – Rosmersholm, divadelní hra – Nepřítel lidu, divadelní hra – Viktorie – Poslední kapitola — Bjørnstjerne Bjørnson: Rybářské děvče; Veselý hoch; Svatební pochod
- 1931 – Knut Hamsun: August – Mysterie
- 1932 – Knut Hamsun: Hlad – V pohádkové zemi
- 1935 – Trygve Hjorth Johansen: Jindra na stopě, dobrodružný román
- 1936 – Marie Hamsunová: Šťastné dětství, tři díly, příběh pro mládež — Gabriel Scott: Stezka
- 1937 – Bjørnstjerne Bjørnson: Novomanželé, divadelní hra
- 1938 – Olav Duun: Bůh se usmívá — Pola Gauguin: Můj otec Paul Gauguin
- 1939 – Knut Hamsun: Královna ze Sáby a jiné povídky
- 1940 – Trygve Gulbranssen: Věčně zpívají lesy — Henrik Ibsen: Pilíře společnosti
- 1946 – Andreas Markusson: Loďstvo vyplouvá, román
- 1947 – Ole Edvar Rølvaag: Požehnaný den — Kristmanm Gudmundsson: Lampa v bouři
- 1948 – Ronald Fangen: Anděl světla, román

### Překlady ze švédštiny
- 1925 – Sven Hedin: Mont Everest a jiné asijské problémy, cestopis
- 1926 – Frank Heller: Listiny pana Jeana Louise Kessela – Prázdniny Karla Bertila
- 1927 – Frank Heller: Pan Collin contra Napoleon — Samuel August Duse: Záhada noci, detektivní román – Hadí tajemství, román
- 1928 – Frank Heller: Velkovévodovy finance
- 1929 – Frank Heller: Odysseus, neboli Sedm jídelních lístků — August Strindberg: Manželství
- 1930 – Frank Heller: Modrooká lež
- 1933 – Frank Heller: Sibiřský rychlík — Axel Munthe: Kniha o lidech a zvířatech
- 1936 – Gösta Rybrant: Senzace v prosinci
- 1937 – Hjalmar Bergman: Šéf paní Ingeborg — Sally Salminenová: Katrina — Gösta Gustaf-Janson: Starý pán přichází — Axel Klinckowström: Podivuhodné proměny: zkazky o vývoji lidstava — Selma Lagerlöf: Podzim
- 1939 – Gösta Gustaf-Janson: Velká náruč — Erik Axel Karlfeldt: Písně pustin a lásky
- 1946 – Mika Waltari: Záhada Rygsecků, přeloženo ze švédského překladu finského originálu – Kdo zavraždil paní Krollovou?, přeloženo ze švédského překladu finského originálu
- 1947 – Frank Heller: Miliony Marca Pola, dobrodružný román — Ester Lindin: Co kdybych si vzala pastora
- 1948 – Astrid Väring: Sem kdož vstoupíte

### Odborné práce
- Co číst?: z literatur germánských posledních deseti let (1935), radí René Wellek, Milada Krausová-Lesná a Pavel Eisner
- Co číst?: z literatury anglické a americké; z literatur skandinávských (1935), radí René Wellek a Milada Krausová-Lesná
- Učebnice dánštiny se slovníkem (1937), společně s Bohumilem Trnkou
- Dánská literatura soudobá (1941), Vladislav Binder, napsala úvod